# Darwin Oliva
Darwin Eusebio Oliva García (21 de marzo de 1989) es un futbolista hondureño nacionalizado guatemalteco que juega como delantero. Actualmente juega para el Club Deportivo Vida de la Liga Nacional de Honduras.
Es primo del también futbolista Milton Núñez, que juega en Universidad SC de la Tercera División de Guatemala.

## Trayectoria
Darwin Oliva debutó en el año 2008 en la Liga Nacional de Guatemala bajo las órdenes del 'Profesor' Horacio Cordero.

## Clubes
| Club                              | País      | Año           |
| --------------------------------- | --------- | ------------- |
| Club Social y Deportivo Municipal | Guatemala | 2008-2016     |
| Deportivo Petapa                  | Guatemala | 2017          |
| Deportivo Sanarate                | Guatemala | 2017          |
| Club Deportivo Vida               | Honduras  | 2018-Presente |

- Datos: Q2683806